# River Hills
River Hills è un comune degli Stati Uniti d'America, situato in Wisconsin, nella contea di Milwaukee.